# Anahide Ter Minassia
Anahide Ter Minassia (francès: Anahide Ter Minassian)  (6è districte de París, 26 d'agost de 1929 - Fresnes, 10 de febrer de 2019) va ser una historiadora francesa d'origen armeni, professora a l'École des Hautes Etudes en Sciences Sociales. També fou maître de conférences de la Universitat de París I. Els seus principals camps d'estudi van ser la història dels armenis i la història contemporània de l'Armènia anterior i posterior a l'era soviètica.
És la mare de Taline Ter Minassian, també historiadora.

## Biografia
Anahide Ter Minassian va néixer el 1933 a París, a la Place des Fêtes del barri de Belleville.
La seva àvia, Gulizar, una armènia que vivia a l'Imperi Otomà, va ser segrestada i obligada a casar-se en 1889 pel líder d'una tribu kurda veïna a finals del segle xix. Però com a resultat de la reacció de la comunitat camperola a la qual pertanyia, Gulizar va obtenir, com un fet excepcional de la justícia, l'anul·lació del matrimoni i el seu alliberament per poder tornar a la seva comunitat.
Els seus pares, Levon Kevonian i Armenuhie Der-Garabedian, eren apàtrides armenis, titulars d'un passaport Nansen i refugiats al barri de Belleville de París en la dècada del 1920. La seva mare, Armenuhie, música i periodista, va escriure un llibre armeni publicat a 1946, La història de Gulizar. Aquest llibre es va traduir al francès el 1993 i es va tornar a publicar diverses vegades.
Anahide Ter Minassian és educada voluntàriament pels seus pares als set anys per aprendre l'llengua armènia dins de l'àmbit de la seva família. Va continuar estudiant història, fins a l'agregació, sota la direcció especial d'Henri-Irénée Marrou, estudiant junt amb Pierre Vidal-Naquet. Es va casar amb l'apàtrida armeni Leon Ter Minassian, fill d'un ministre de la precària República d'Armènia, Roupen Ter Minassian. Ella és nomenada professora d'història i exerceix durant tretze anys a l'escola secundària. Després es va convertir en maître de conférences de la Universitat de París-I. També acull el seminari sobre la història contemporània dels armenis a l'Ecole des Hautes Etudes en Sciences Sociales de París. Ha publicat diversos llibres sobre Armènia i el genocidi armeni.

## Principals publicacions
- La question arménienne (en francès).  Marseille: Editions Parenthèses, 1983.
- 1918-1920-La République d'Arménie (en francès).  Bruxelles: Éditions Complexe, 1989. ISBN 280480092X.
- Histoires croisées : diaspora, Arménie, Transcaucasie (en francès), 1997.
- Smyrne, la ville oubliée? : mémoires d'un grand port ottoman, 1830-1930 (en francès), 2006.
- Nos terres d'enfance, l'Arménie des souvenirs (en francès).  Marseille: Editions Parenthèses, 2010.